# Claudia Marcella maior
Claudia Marcella maior was de tweede echtgenote van Agrippa. 
Zij was een dochter van Octavia Thurina minor, en aldus een nicht van Augustus en Gaius Claudius Marcellus.
Ze huwde Agrippa in 28 v.Chr.. Hun dochter Vipsania Marcella huwde de redenaar Quintus Haterius. Na haar scheiding huwde ze Jullus Antonius, de zoon van Marcus Antonius, die later verbannen werd voor overspel met Julia Caesaris maior. Hun zoon Lucius Antonius werd geboren in 20 v.Chr. of 19 v.Chr..

## Beknopte bibliografie
Tacitus, Annales: I-VI, trad. comm. M.A. Wes, ‘s-Hertogenbosch, 1999, p. 379.